# خوسيه كارلوس دي كارفاليو
خوسيه كارلوس دي كارفاليو هو مهندس وسياسي برازيلي، ولد في 2 سبتمبر 1847 في ريو دي جانيرو في البرازيل، وتوفي في 28 فبراير 1934. انتخب عضو مجلس النواب البرازيلي ‏.